# Tomás de Torquemada
Thomas de Torquemada (n. 14 octombrie 1420, Torquemada⁠(d), Castilia și León, Spania – d. 16 septembrie 1498, Ávila, Castilia și León, Spania) a fost un cleric spaniol, provenit dintr-o familie de evrei convertiți la creștinism, cunoscut pentru faptul de a fi instaurat și condus Inchiziția spaniolă.
A fost unul dintre nepoții cardinalului Juan de Torquemada, care l-a crescut în mănăstirea reformată San Pablo din Valladolid. Inițial un umil frate în acest așezământ monahal, Thomas a devenit un dominican auster și zelos. După un popas la mănăstirea din Piedrahita, el devine stareț la Santa Cruz din Segovia, păstrându-și această funcție între 1452 și 1474, perioadă în care reformează stărețiile aragoneze din cadrul Ordinului său.
Se pare că ostilitatea sa față de evrei datează din această perioadă, deoarece în anii 1480 Mănăstirea Santa Cruz constituia un adevărat focar al antisemitismului. Thomas se situează din acest punct de vedere pe o poziție contrară celei a unchiului său, pentru care evreii reprezintă, încă, poporul ales. Contemporanii Regilor Catolici nu cred însă în sinceritatea numeroșilor conversos (evreii convertiți la creștinism după persecuțiile antisemite din 1391).
Grație relațiilor sale de familie și a numeroaselor călătorii la Curtea din Segovia, Torquemada exercită o influență considerabilă asupra celor doi suverani. El devine confesorul reginei Isabela de Castilia și apoi al soțului acesteia, Ferdinand de Aragon. Aceștia îl numesc în fruntea Inchiziției, instituție creată în 1478 și plasată sub autoritatea directă a suveranilor (nu a episcopilor - fapt nemaiîntâlnit până atunci).

## Marele Inchizitor
Începând cu 1483, Thomas de Torquemada este inchizitor general pentru Castilia și Aragon, poziție care îi permite să pună în practică un veritabil sistem totalitar. Însărcinată cu apărarea catolicismului și cu extirparea ereziilor, Inchiziția nu caută să judece fapte, ci să controleze cunoștințe, așa cum o demonstrează procedura stabilită de Torquemada.